# Phaonia tersa
Phaonia tersa este o specie de muște din genul Phaonia, familia Muscidae, descrisă de Villeneuve în anul 1936. Conform Catalogue of Life specia Phaonia tersa nu are subspecii cunoscute.